# Equinoxe (Album)
Équinoxe (französisch für Äquinoktium oder Tag-und-Nacht-Gleiche) ist ein instrumentales Konzeptalbum des französischen Künstlers Jean-Michel Jarre. Es umfasst den Tagesablauf eines Menschen von frühmorgens bis zum späten Abend. Das Album wurde im Dezember 1978 bei Disques Dreyfus in Frankreich bzw. bei Polydor im Rest der Welt veröffentlicht. Ähnlich aufgebaut wie das Vorgängeralbum Oxygène aus dem Jahr 1976, jedoch jetzt mehr auf Rhythmus ausgelegt, war das Album ein Erfolg, wenn auch die hohen internationalen Chartplatzierungen von Oxygène nicht erreicht werden konnten. Die Musikstücke Equinoxe Part V (1978) und Equinoxe Part IV (1979) wurden als Single ausgekoppelt; zu beiden gibt es auch Musikvideos, in denen Jarre selbst auftritt.

## Titelliste
- Geschrieben und arrangiert von Jean-Michel Jarre.

1. Équinoxe (Part 1) – 2:25
2. Équinoxe (Part 2) – 5:00
3. Équinoxe (Part 3) – 5:09
4. Équinoxe (Part 4) – 6:54
5. Équinoxe (Part 5) – 3:54
6. Équinoxe (Part 6) – 3:28
7. Équinoxe (Part 7) – 7:06
8. Équinoxe (Part 8) – 4:57

Anmerkung: Das kurze Musikstück am Anfang von Équinoxe (Part 8) wird bei Liveauftritten variierend gespielt und ist auch als Band in the Rain bzw. L'Orchestre sous la pluie bekannt.
| Professionelle Bewertung | Professionelle Bewertung |
| ------------------------ | ------------------------ |
| Quelle                   | Bewertung                |
| Allmusic                 | [ 2 ]                    |

## Charts

### Album
| Jahr | Titel    | Höchstplatzierung, Gesamtwochen, AuszeichnungChartplatzierungen (Jahr, Titel, Platzierungen, Wochen, Auszeichnungen, Anmerkungen) | Höchstplatzierung, Gesamtwochen, AuszeichnungChartplatzierungen (Jahr, Titel, Platzierungen, Wochen, Auszeichnungen, Anmerkungen) | Höchstplatzierung, Gesamtwochen, AuszeichnungChartplatzierungen (Jahr, Titel, Platzierungen, Wochen, Auszeichnungen, Anmerkungen) | Höchstplatzierung, Gesamtwochen, AuszeichnungChartplatzierungen (Jahr, Titel, Platzierungen, Wochen, Auszeichnungen, Anmerkungen) | Höchstplatzierung, Gesamtwochen, AuszeichnungChartplatzierungen (Jahr, Titel, Platzierungen, Wochen, Auszeichnungen, Anmerkungen) | Anmerkungen                             |
| Jahr | Titel    | DE | AT | CH | UK | US | Anmerkungen                             |
| ---- | -------- | --- | --- | --- | --- | --- | --------------------------------------- |
| 1978 | Equinoxe | DE22 Gold · (42 Wo.)DE | AT14 (4 Wo.)AT | — | UK11 Gold · (26 Wo.)UK | US126 (8 Wo.)US | Erstveröffentlichung: 17. November 1978 |

grau schraffiert: keine Chartdaten aus diesem Jahr verfügbar

## Wichtige Versionen
| Jahr | Ausgabeform | Medium | Land                    | Label                    | Katalognummer             | Bemerkung                              |
| ---- | ----------- | ------ | ----------------------- | ------------------------ | ------------------------- | -------------------------------------- |
| 1978 | Original    | LP     | Frankreich, Deutschland | Disques Dreyfus, Polydor | 824 747-1, 2344 120       | Erstausgabe                            |
| 1983 | Original    | CD     | Frankreich, Deutschland | Disques Dreyfus, Polydor | FDM CD-83150, 800 025-2   | Erste CD-Pressung                      |
| 1991 | Remastered  | CD     | Frankreich              | Disques Dreyfus          | 824 747-2                 | Serie 'Digitally Remastered'           |
| 1997 | Remastered  | CD     | Frankreich, Deutschland | Disques Dreyfus, EPIC    | FDM 36141-2, EPC 487376 2 | 96 kHz/24bit technology, by Scott Hull |
| 2014 | Remastered  | CD     | Europa                  | Sony Music               | 88843024692               | by Dave Dadwater                       |

## Besetzung
- Jean-Michel Jarre – ARP 2600 Synthesizer, EMS Synthi AKS, VCS 3 Synthesizer, Yamaha CS-60, Oberheim TVS-1A, RMI Harmonic Synthesizer, RMI Keyboard Computer, ELKA 707, Korg Polyphonic Ensemble 2000, Eminent 310 Unique, Mellotron, ARP Sequencer, Oberheim Digital Sequencer, GEISS Matrisequencer 250, GEISS Rhythmicomputer (Spezialanfertigung), EMS Vocoder

## Produktion
- produziert von Jean-Michel Jarre
- Tontechnik und Mischung: Jean-Pierre Janiaud
  - Assistenztechniker: Patrick Foulon
- Albumcover: Michel Granger

## Coverversionen
Es wurden diverse Stücke von anderen Musikern gecovert.
- Equinoxe 5 & 7 von den The Shadows, mit deren Leadgitarristen Hank Marvin Jarre 1989 das Stück London Kid spielte.